# Reine Meylaerts
Reinhilde „Reine“ Meylaerts (* 26. September 1965 in Bree) ist eine belgische Translatologin. Sie lehrt an der geisteswissenschaftlichen Fakultät der Katholieke Universiteit Leuven (deutsch katholische Universität Löwen) am Institut für Übersetzungswissenschaft im Fachbereich Übersetzung.

## Leben
Reine Meylaerts studierte an der KU Leuven und erwarb zunächst einen Master-of-Arts-Abschluss in französischer und italienischer Linguistik und Literatur. 1998 promovierte sie mit der Schrift L’Aventure flamande de la Revue Belge. Langues, littératures et cultures dans l’entre-deux-guerres. Heute lehrt sie als Professorin für Vergleichende Literaturwissenschaft an der KU Leuven und ist gleichzeitig Koordinatorin der Institute für Übersetzungswissenschaft an den Campus in Löwen, Kortrijk, Antwerpen und Brüssel.
Ihre Forschungsarbeit konzentriert sich auf interkulturelle Beziehungen in multilingualen Gesellschaften, vor allem aber im Belgien des 20. Jahrhunderts. Zudem publiziert sie zahlreiche Artikel und Rezensionen und ist immer wieder präsent auf internationalen Konferenzen. Als Direktorin des CETRA (Centre for Translation Studies) organisiert sie die jährlichen Sommerkurse für Doktoranden der Übersetzungswissenschaft an der KU Leuven. Außerdem ist sie als Redakteurin des International Journal of Translation Studies (Target) sowie Mitglied der Herausgebergremien von Repräsentationen, Representations, Représentations. Translating across Cultures and Societies und Tusaaji. A Translation Review, einem übersetzungswissenschaftlichen Online-Journal, maßgeblich an der Publikation wissenschaftlicher Artikel im Bereich der Translatologie beteiligt.

## Mitgliedschaften
- Centre for Translation Studies der KU Leuven (Direktorin)
- European Society for Translation Studies (Event Grant Committee)

## Publikationen (Auswahl)
- Haddadian Moghaddam/Meylaerts: Translation policy in the media: a study of television programs in the province of Kurdistan. Translation Spaces, 3, Benjamins 2014.
- Herausgabe von Heterolingualism in/and Translation. Amsterdam, Philadelphia, Benjamins 2006.
- L'aventure flamande de la Revue belge: langues, littératures et cultures dans l'entre-deux-guerres. Brüssel, Lang 2004.
- De Geest/Meylaerts: Littératures en Belgique / Literaturen in België. Diversités culturelles et dynamiques littéraires / Culturele diversiteit en literaire dynamiek. Brüssel, Lang 2004.